# Costa Allegra
Pour l’article ayant un titre homophone, voir Santa Cruz.
Le Costa Allegra est un navire de croisière construit en 1969 et lancé le 29 avril 1969. Il est vendu en 2012 à la casse et détruit.

## Histoire

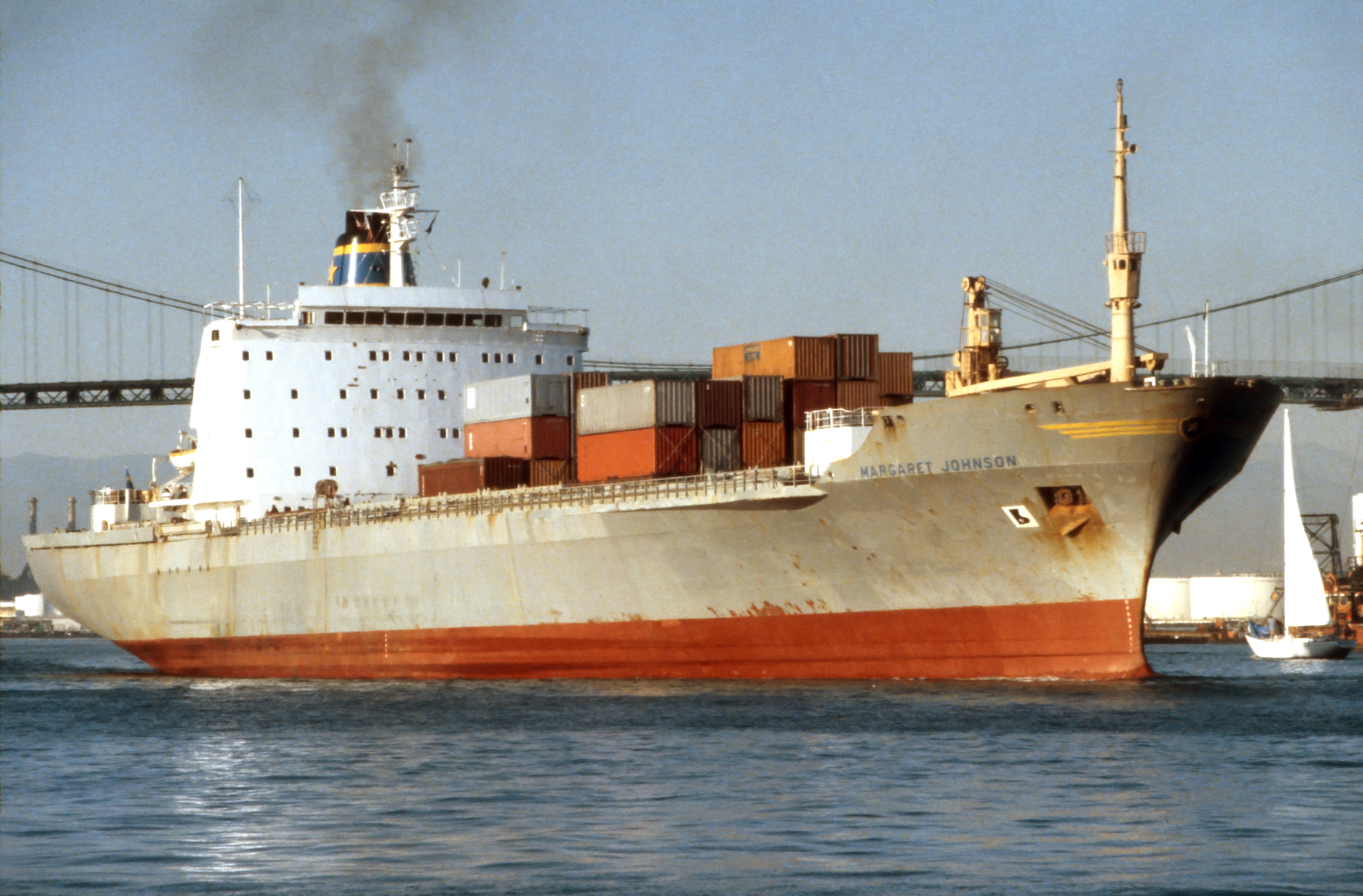
Le Margaret Johnson, un de ses navires jumeaux, à Los Angeles en septembre 1978.

Le Costa Allegra est un navire de croisière construit en 1969 aux chantiers navals Oy Wärtsilä Ab de Turku comme porte-conteneurs pour la compagnie Rederi Ab Nordstjernan. Il est lancé le 29 avril 1969 et mis en service en décembre 1969 sous le nom d’Annie Johnson.

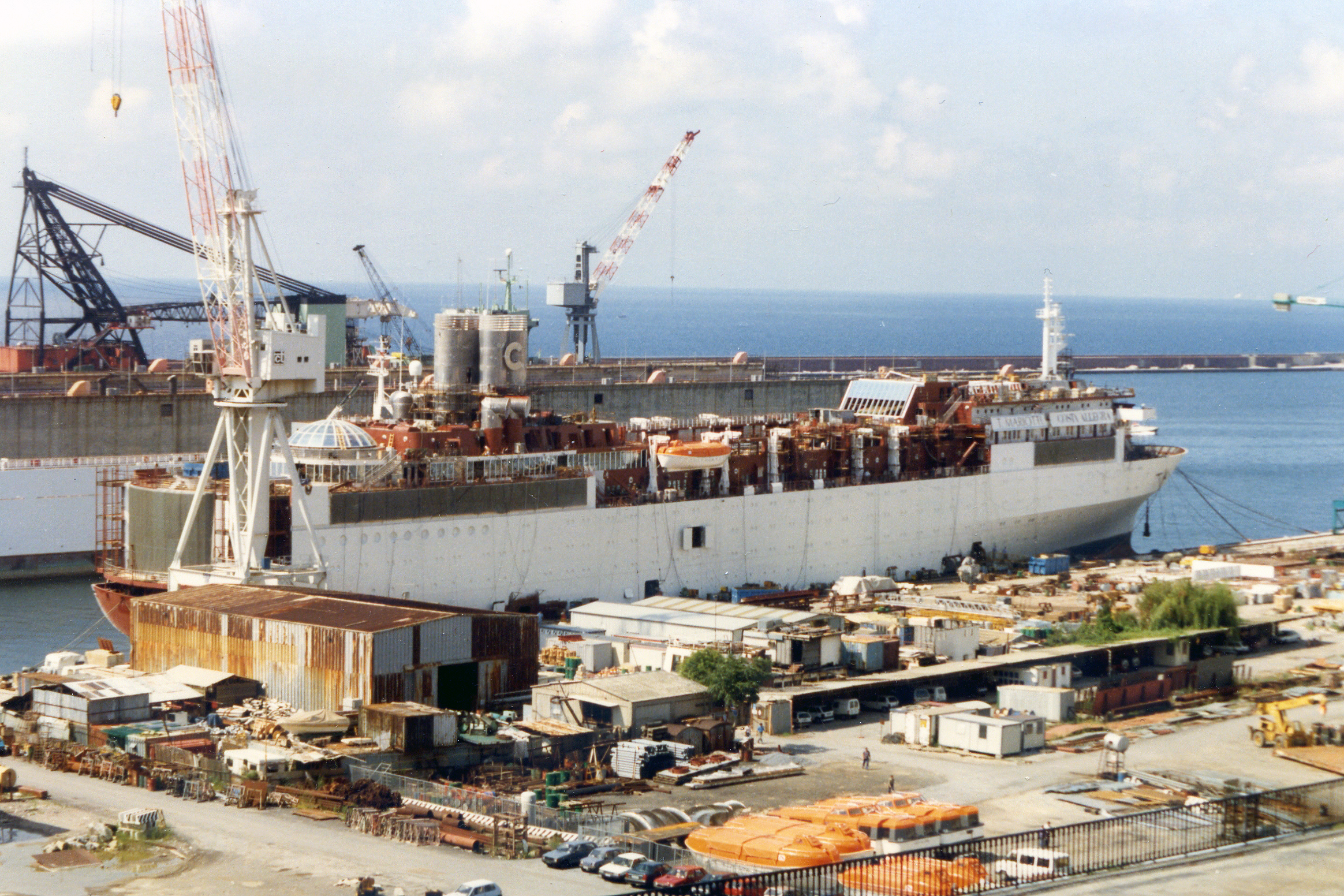
Le Costa Allegra pendant sa reconversion à Gênes.

En 1986, il est vendu avec deux de ses navires jumeaux, l’Axel Johnson et le Margaret Johnson, à la compagnie Regency Cruises qui souhaite les convertir en navire de croisière. L’Axel Johnson devient le Regent Sun, le Margaret Johnson devient le Regent Sky et l’Annie Johnson devient le Regent Moon. Ils sont envoyés au Pirée, mais la reconstruction est abandonnée en octobre 1986 à cause de problèmes financiers. Les navires sont mis en vente et, en mai 1988, le Regent Moon est racheté par la Compania Naviera Panalexandra qui le remet en service sous le nom d’Alexandra.

### Transformation
En août 1990, Costa Croisières, qui a déjà transformé son navire jumeau, l’Axel Johnson, en navire de croisière sous le nom de Costa Marina, rachète l’Alexandra et l’envoie aux chantiers T. Mariotti de Gênes où il est converti en navire de croisière. Alors que le nom évoqué par la compagnie est Costa Azzurra, le navire sort finalement de sa conversion en novembre 1992 sous le nom de Costa Allegra et débute sa première croisière vers les Caraïbes le 23 novembre 1992.

### Incendie
Le 27 février 2012 (un mois et demi après le naufrage du Costa Concordia), alors qu’il navigue au large de l’archipel Alphonse avec 1 049 personnes (636 passagers et 413 membres d’équipage), un incendie dans la salle des générateurs électriques le prive de sa propulsion et d’électricité, ce qui le fait partir à la dérive dans une zone fréquentée par de nombreux pirates.
Le Costa Allegra est remorqué dès le lendemain matin par deux thoniers-senneur, le Trevignon et le Talenduic de la Compagnie française du thon océanique, en direction de Mahé où le convoi arrive le 1er mars 2012. Les passagers sont débarqués puis le navire est ramené à Savone puis à Gênes où il est désarmé. Sa cheminée est repeinte en blanc et il est mis en vente

### Démolition
En septembre 2012, il est acheté par un chantier de démolition navale turc qui le renomme Santa Cruise. Il quitte Gênes le 13 octobre 2012 par le remorqueur Emre Omub et arrive à Aliağa le 24 octobre.

## Navires-Jumeaux
Il a quatre navires jumeaux:
- l’Antonia Johnson, qui a été détruit en 1999 à Alang.
- l’Axel Johnson, transformé en navire de croisière en 1990 et détruit en 2014 à Alang.
- le Margaret Johnson, qui a été détruit en 1987 à Aliağa.
- le San Francisco, qui a été détruit en 2007 à Alang.